# Kunosići (Ilijaš, BiH)
Kunosići je naselje u općini Ilijaš, Federacija BiH, BiH.